# 함태용
함태용(1933년 7월 16일 ~ 2024년 5월 1일)은 대한민국의 기업인이다.

## 학력
- 경북고등학교 (졸업)
- 서울대학교 (건축학 / 학사)
- 코넬 대학교 (석사)

## 경력
- 장기신용은행장
- 장기신용은행회장
- 하나은행 초대 대표이사 회장
- 장은공익재단 이사장

## 활동
금융권 TK인맥의 핵심적 인물이며, 장기신용은행의 회장, 은행장직에 12년 동안 장기집권하면서 장기신용은행의 황제처럼 군림하였다. 회장 재임시 장기신용은행장이었던 김연수, 봉종현의 권한이 유명무실할 정도였다고 한다.
퇴직 후에는 각 기업의 고문, 사외이사로 재직하였으며, 장기신용은행이 국민은행에 통폐합된 후, 통합국민은행장 자격으로 행사에 참석하기도 했다.